# Cô gái thế kỷ 20
Cô gái thế kỷ 20 (tiếng Hàn: 20세기 소녀; Romaja: 20segi Sonyeo) là bộ phim chính kịch lãng mạn của Hàn Quốc do Bang Woo-ri viết kịch bản và đạo diễn trong bộ phim điện ảnh đầu tay của cô, với sự tham gia của Kim Yoo-jung, Byeon Woo-seok, Park Jung-woo và Roh Yoon-seo. Bộ phim mô tả tình bạn và sự tươi sáng của mối tình đầu trong bối cảnh năm 1999. Bộ phim được phát hành vào ngày 21 tháng 10 năm 2022 trên Netflix.

## Nội dung
Bộ phim lấy bối cảnh năm 1999 kể về cuộc sống của nữ sinh trung học Na Bo-ra (Kim Yoo-jung). Trước khi sang Mỹ phẫu thuật tim, người bạn thân Yeon-du (Roh Yoon-seo) nhờ cô tìm hiểu Baek Hyun-jin (Park Jung-woo), người yêu của Yeon-du. Bo-ra đồng ý và lên kế hoạch tiếp cận Hyun-jin. Bo-ra nhanh chóng bị bạn thân của Hyun-jin - Poong Woon-ho (Byeon Woo-seok) phát hiện. Nhờ vào sự giúp sức của Woon-ho, cô nhanh chóng lấy được mọi thông tin của đối phương. Cũng từ lúc này Bo-ra chợt nhận ra mình có tình cảm với Woon-ho.

## Diễn viên

### Chính
- Kim Yoo-jung vai Na Bo-ra[4]
  - Han Hyo-joo vai Na Bo-ra khi trưởng thành[5][6]
- Byeon Woo-seok vai Poong Woon-ho[7]
- Park Jung-woo vai Baek Hyun-jin[8]
- Roh Yoon-seo vai Kim Yeon-du[4]

### Phụ
- Kim Sung-kyung vai mẹ Bo-ra's[9]
- Jeong Seok-yong vai ba Bo-ra's
- Lee Cheon-moo vai Na Ba-da, em trai của Bo-ra's
- Yoon Yi-re vai 'Madam', bạn cùng lớp với Bo-ra's[10]
- Jeon Hye-won vai 'Darn it', bạn cùng lớp với Bo-ra's[11]

### Xuất hiện đặc biệt
- Lee Beom-soo[12] vai giáo viên trường học
- Park Hae-joon[12] vai bác sĩ
- Ryu Seung-ryong[12] vai cha của Poong Woon-ho's
- Gong Myung[13] vai Jung Woon-ho
- Ong Seong-wu[14] vai Poong Jun-ho / Joseph, em trai của Poong Woon-ho's
  - Jung Min-jun vai Poong Jun-ho thời trẻ

## Sản xuất

### Phát triển
Đạo diễn Bang Woo-ri viết kịch bản dựa trên kinh nghiệm cá nhân khi trao đổi nhật ký với bạn bè của cô. Phim lấy bối cảnh ở Cheongju, quê quán của Bang Woo-ri.

### Quay phim
Quá trình quay phim diễn ra ở Cheongju, tỉnh Chungcheong Bắc từ tháng 10 năm 2021 đến tháng 1 năm 2022.

## Phát hành
Phim được mời tham dự Liên hoan phim quốc tế Busan lần thứ 27 và công chiếu lần đầu tại phần 'Korean Cinema Today - Special Premiere' vào ngày 6 tháng 10 năm 2022. Bộ phim phát hành trên Netflix vào ngày 21 tháng 10 năm 2022.

## Tiếp nhận

### Lượt xem
Một ngày sau khi phát hành, Cô gái thế kỷ 20 đứng thứ 7 toàn cầu trên hạng mục phim của Netflix. Sau đó vào ngày 24 tháng 10, bộ phim xếp thứ 5 trong cùng hạng mục. Trong vòng ba ngày kể từ khi phát hành, phim đứng thứ 2 trên bảng xếp hạng toàn cầu của Netflix về thể loại phim không nói tiếng Anh trong tuần từ 17 đến 23 tháng 10, với tám triệu giờ xem.

### Đánh giá
Tác giả Claire Lee của tạp chí Variety, khen ngợi đạo diễn nắm bắt được "cảm xúc về tình bạn tuổi thanh xuân", tuy nhiên tác giả cũng nhận xét "bộ phim có một số nhân vật quan trọng chưa được khai thác triệt để, mặc dù thời lượng công chiếu đến hai tiếng". Tạp chí Harper's Bazaar nhận định bộ phim khiến khán giả nhớ tới khoảng thời gian khi điện thoại di động chưa phổ biến và mọi người thường sử dụng máy nhắn tin. Cùng quan điểm trên, báo VnExpress đánh giá tác phẩm mang nhiều hoài niệm được "tái hiện trong quá khứ nhưng hiện lên đầy chân thật". Bài viết cũng đánh giá về diễn xuất tự nhiên cùng sự kết hợp ăn ý của dàn diễn viên trẻ là điểm sáng của tác phẩm.
Trong bài đánh giá trên tờ South China Morning Post, tác giả James Marsh khen ngợi diễn xuất của Kim Yoo-jung là một "bước chuyển huy hoàng", đồng thời mô tả bộ phim "hài hước chân thật cảm động về những lỗi lầm tuổi trẻ." Đánh giá 3 sao trên tổng số 5, Marsh chỉ trích sự xuất hiện của Bo-ra khi trưởng thành, cho rằng "[điều đó] mang lại cho bộ phim một bi kịch nặng nề và hoàn toàn không cần thiết. Ready Steady Cut's Romey Norton đã chấm cho phim 3 sao trên 5, khi viết, "bộ phim có một câu chuyện liên quan đến những sai lầm và tình cảm ở trường trung học" và "quay phim rất tốt" và đánh giá cao sự hoài cổ được tạo ra bởi các đạo cụ và bối cảnh của bộ phim. Viết cho India Today, Bhavna Agarwal đánh giá bộ phim 3 trên 5 sao, nhận xét việc đạo diễn Bang Woo-ri thành công khi sử dụng các yếu tố của thập niên 90 để đưa khán giả về thế kỷ trước, kịch bản khiến khán giả bị cuốn hút và sự hiện diện lôi cuốn trên màn ảnh của Kim Yoo-jung và Byeon Woo-seok.
Kim Kyung-hee của đài MBC đánh giá cao vai diễn Na Bo-ra của Kim Yoo-jung. Cô khẳng định, "tác phẩm có sức hút khiến bạn mỉm cười như đó là kỷ niệm về mối tình đầu của chính mình", và [bộ phim] "sẽ ghi dấu ấn trong lòng khán giả với tư cách là "bộ phim tình đầu tiêu biểu của Hàn Quốc."